# Calcutta Textiel Sleidinge

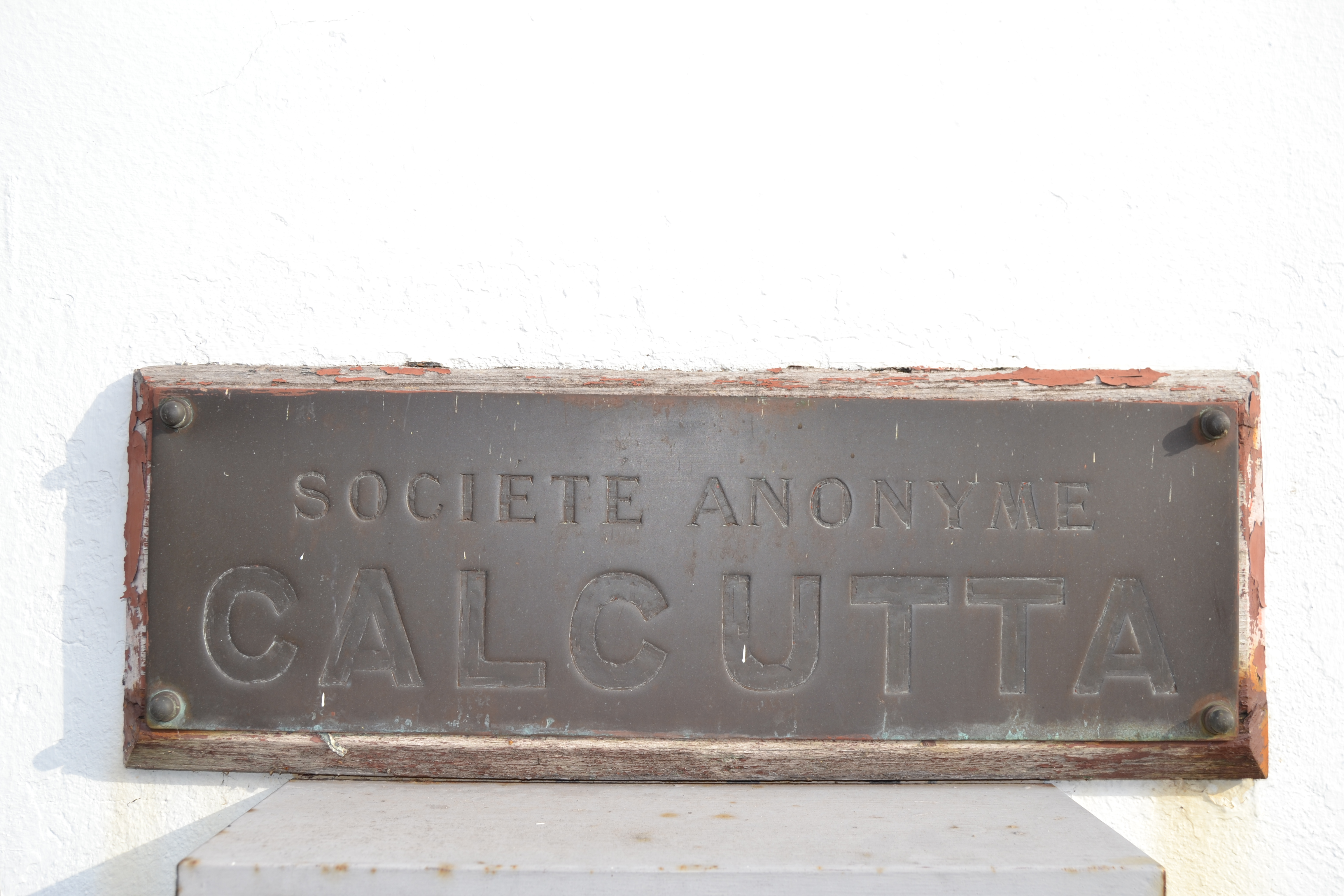
Bronzen naamplaat van het bedrijf

NV Calcutta was een textielbedrijf dat gevestigd was in Sleidinge, België. Het bedrijf werd opgericht rond 1853 en was tot 2024 actief op de textielmarkt, vanaf 2019 onder de namen Calcutta Home Fashion Group en Calcutta-Annabel. Het was toen de oudste weverij van het land.

## Oprichting van het bedrijf

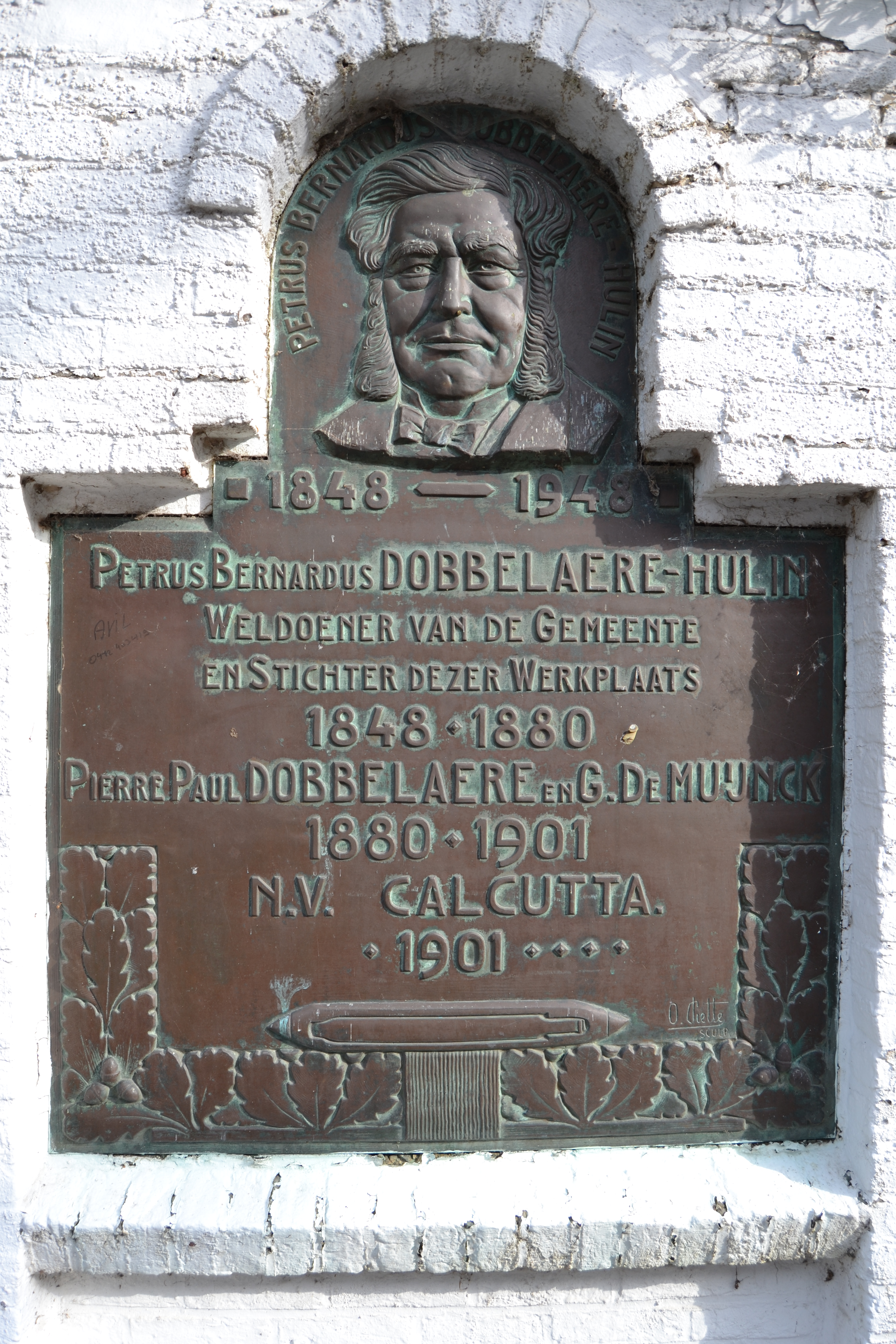
Gedenkplaat Petrus Bernardus Dobbelaere Hulin (Locatie N51°7'59" E3°40'36")

Na de Belgische onafhankelijkheid in 1830 ontstaan in de Gentse regio kleine werkhuizen en werfateliers. De eigenaars, veelal begoede burgerij uit grote steden, zien als handelaar kansen om zelf te gaan produceren. 
Zo vestigt zich in 1848 de Gentse Pieter Bernard Dobbelaere in Sleidinge om directeur te worden van een leerwerkhuis.
In 1853 koopt hij grond in het Akkerken en krijgt hij de toelating om er een  “atelier de tissage et de cremage” te beginnen en een stoommachine te plaatsen. Aanvankelijk wordt garen gebleekt en zeildoek geweven op basis van hennep.
In 1854 komt de fabriek goed op gang: 22 arbeiders worden aangenomen. 
Er wordt garen gebleekt en zeildoek geweven. De grondstof hiervoor is hennep. In tegenstelling tot twee andere ondernemingen (Ceuterick en Boelaert) slaagt P.B. Dobbelaere erin zijn onderneming heel de 19e eeuw draaiende te houden. In 1880 zit men volgens de nijverheidstelling aan 58 arbeiders.

## Van zeildoek naar juteweverij
In de periode 1875-1880 wordt de zeilscheepvaart verdrongen door de stoomvaart. Deze overgang zorgt  ervoor dat de vraag naar zeildoek daalt. Het atelier van P.B. Dobbelaere reageert daarop door over te schakelen van weven van zeildoek naar juteweverij. De voortschrijdende industriële revolutie uit zich in de komst van de spoorlijn Gent-Eeklo.
In 1862 worden de eerste Sleinse gronden onteigend voor de aanleg van deze spoorlijn en wordt het eerste station gebouwd. Deze spoorlijn 58 speelde een belangrijke rol bij de ontsluiting van de streek ten noorden van Gent en de latere vestiging van verschillende bedrijven.

## Oprichting van een nieuwe maatschappij
Tijdens de laatste 20 jaar van de 19e eeuw wordt het Vlaamse platteland geleidelijk uit zijn isolement en verarming gehaald. Een wijdvertakt spoorwegnet maakte het mogelijk om in de stad te gaan werken en toch op het platteland te blijven wonen. Een eerste systeem van goedkopere treinabonnementen voor pendelarbeid dateert uit die tijd. 
Ook zien we een tegengestelde beweging gebeuren van fabrieken die naar de plattelandsarbeiders toe komen.  Dit is het geval met een aantal Gentse textielondernemers.  Deze beweging wordt vooral gevoed door de fabrikanten die op zoek zijn naar ruimte en werkvolk. Omdat het platteland op dat moment nog totaal verarmd is, kunnen de fabrikanten lage lonen uitbetalen en heeft men te maken met arbeiders die helemaal nog niet georganiseerd zijn in een  vakbondsstructuur en in de ogen van de patroons zeker niet veel brokken zullen maken. 
Het zijn vooral de eenvoudigste bedrijfstakken  (katoenweverij en –spinnen) die buiten de stad trekken. Meer gespecialiseerde bedrijven blijven in de stad. Het werkvolk op het platteland had immers totaal geen ervaring met mechanische fabrieksarbeid. 
De fabriek die oorspronkelijk door Pieter Bernard Dobbelaere werd opgericht veranderd naar “Maatschappij in collectieven naam P.P. Dobbelaere  en G. De Muynck, Tissage méchanique de jute, sacs et emballages”.  
De onderneming wordt vanaf nu geleid door de zoon en schoonzoon.De nieuw opgerichte onderneming ondergaat vele uitbreidingen en vernieuwingen. Geregeld wordt de stoommachine of –ketel vernieuwd en de capaciteit verhoogd.

## Groei van de onderneming
De groei van de onderneming brengt met zich mee dat ik 1901 de onderneming (Maatschappij in collectieven naam) een volwaardige NV Calcutta wordt. De Eerste Wereldoorlog betekent natuurlijk een rem op de groei van de fabriek, in de jaren 1920 bereikt het een toppunt en daarmee is het bedrijf niet meer weg te denken uit Sleidinge. Deze topperiode maakt dat er werkmanshuisjes worden gebouwd. Ook Dobbelaere-De Munck laten een reeks van die huisjes bouwen waar nu de parking van het bedrijf Calcutta is. Wat later komen er ook nog werkmanshuisjes in de Kaaistraat en de Weegse.

## De tweede golf van uitbreidingen
In 1924 volgt een verdere uitbreiding van de gebouwen van NV Calcutta. Het bedrijf heeft in die periode maar liefst 655 werknemers. De opkomst van nieuwe energiebronnen als elektriciteit en petroleum maken dat elektromotoren beginnen geplaatst te worden. Verdere vernieuwingen vinden we terug op transportgebied. De vrachtwagen vervangt stilaan kar en paard. In 1925 krijgt Lucien Dobbelaere, die P.P. Dobbelaere is opgevolgd de toelating om een automatische benzinepomp en een onderaardse vergaarbak voor “naphta” te installeren.

## Crisis in de textielsector en oorlogsperikelen

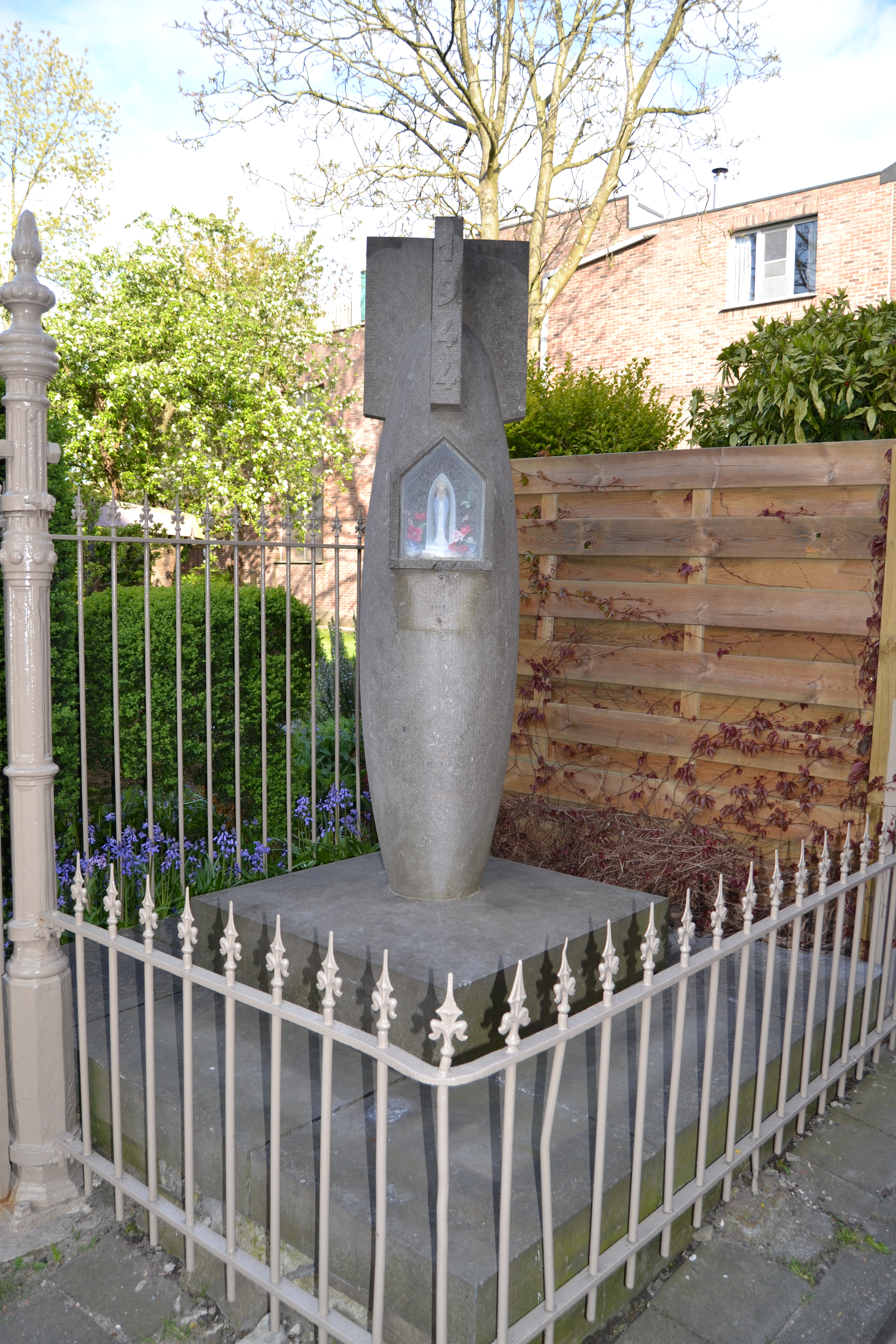
Oorlogsmonument ter nagedachtenis bombardement Calcutta

Vanaf 1925 raakt de textielindustrie in crisis. Vooral NV Calcutta wordt in die periode getroffen. Op 5 jaar tijd wordt het personeelsbestand van 675 naar 339 gereduceerd. In de 2e helft van de jaren 1930 wordt NV Calcutta gereorganiseerd. Nieuwe weeftechnieken worden toegepast, maar dat heeft geen invloed op de tewerkstellingsmogelijkheden. Uiteindelijk blijft er nog 270 man werken. 
De geschiedenis van de textielindustrie na de Tweede Wereldoorlog is er een van aftakeling, bedrijfssluitingen en afdankingen. Ook van bombardementen werd NV Calcutta niet gespaard. De fabriek incasseerde op 19 mei 1944 acht bommen waarvan zeven hun doel raakten.   
In 1959 is het de beurt aan NV Calcutta om de sluiting aan te kondigen. Dit stuit echter op heftige reacties van de toenmalige werknemers en zorgt ervoor dat het besluit tot sluiting ingetrokken wordt.  De vele sluitingen van ondernemingen in die periode zorgen ervoor dat nationale vakbonden de aankondiging van de sluiting van Calcutta aangrepen om heftig te protesteren. Meer dan 2000 mensen betoogden in Sleidinge. Deze actie resulteerde in de Wet op sluiting van de ondernemingen (27 juni 1960).

## Nieuwe marktontwikkelingen
Rond 1950 diende zich een nieuwe markt aan. Het “sisaltapijt”. Dit zorgt voor een heropleving van het bedrijf NV Calcutta in Sleidinge. Het sisal-succes is ten einde in de jaren 1970. De opkomst van twee nieuwe Amerikaanse tapijttechnieken: het getufte tapijt en het naaldvilttapijt doen hun intrede, dit samen met de stijgende grondstofprijzen voor sisal (in twee jaar tijd +600%) en de stijgende loonkosten zorgden voor een nieuw dieptepunt voor de markt van de vloerbekleding. Zo wordt er stelselmatig overgeschakeld naar naaldviltproductie voor muurbekleding. NV Calcutta was de eerste die een goedkope muurbekleding op de markt bracht met moderne weefgetouwen. 
In 1972 ontstaat er een fusie met La Lokeroise, het vroegere zusterbedrijf uit Lokeren. Rond 1990 is er een daling in de vraag naar muurbekleding en komt de vraag naar zonnewering op. In 1998 heeft NV Calcutta een nieuw gezicht gekregen.
In juni 2024 vroeg de Calcutta Group het faillissement aan.

## Historische aandeelhouders en bestuurders
- Petrus Bernardus Dobbelaere (5 November 1805, Bachte-Maria-Leerne - 8 oktober 1888, Sleidinge)
- Petrus Paulus Dobbelaere (31 mei 1856, Gent - 30 september 1919, Sleidinge)
- Lucianus Petrus Josephus Maria Dobbelaere (19 mei 1879, Gent - 1 september 1933, Gent)
- Petrus Maria Ghislenus Dobbelaere (26 september 1880, Gent - 1953)